# 單斑雙線䲁
單斑雙線䲁，為輻鰭魚綱䲁形目三鰭䲁科的其中一種，它是由Ronald Fricke於1994年所描述，分布於西太平洋區，包括台灣、菲律賓、印尼、巴布亞紐幾內亞、馬來西亞及帛琉等海域，深度0至6公尺，本魚體細小呈圓柱狀，眼眶上具觸鬚，頭部、胸部、與胸鰭基部無鱗，體半透明的灰色，背部和側面有不規則的深色條紋/鞍狀條紋，雄魚胸鰭基部覆蓋大片黑斑，頭部和胸部大部分被黑色「面具」覆蓋；雌魚臀鰭上有斜黑帶，背鰭硬棘15-17枚、背鰭軟條8-10枚、臀鰭硬棘1枚、臀鰭軟條16-19枚，體長可達3.1公分，棲息在岩岸，以藻類為食，不具食用價值。

## 扩展阅读
維基物種上的相關：單斑雙線䲁
1. ↑  Williams, J. . The IUCN Red List of Threatened Species. 2014, 2014: e.T179093A1568891  [19 November 2021]. doi:10.2305/IUCN.UK.2014-3.RLTS.T179093A1568891.en .
2. ↑  Eschmeyer, William N.; Fricke, Ron & van der Laan, Richard (编). . Catalog of Fishes. California Academy of Sciences.   [21 May 2019].